# 钟鼓楼 (小说)
《钟鼓楼》是刘心武创作的一部长篇小说。这本书是拿标准的普通话/北京话写的。发表于1985年，描写了1980年代初北京市民的生活，获得第二届茅盾文学奖。

## 故事
故事发生于1982年12月12日的北京钟鼓楼附近，以薛家二儿子薛纪跃的婚礼为主线，讲述了一座拥有九户人家的北京四合院的居民，在12个小时（早晨5点至下午5点）里发生的故事。小说对许多事和近四十个人物做了纵向的往事回顾，最终勾勒出了一幅北京市民社会生活场景图。

## 主要人物
- 薛大娘：薛纪跃母亲。
- 薛永全：薛大娘丈夫，当过喇嘛，任国家售货员，两年前退休，后到一所仓库任看守。
- 薛纪跃：薛大娘的小儿子，准备结婚的新郎，今年25岁，接替父亲工作任国家售货员。
- 潘秀娅：准备结婚的新娘，照相馆营业员，25岁。
- 薛纪徽：薛家大儿子，开130卡车的司机。
- 孟昭英：薛纪徽之妻，出纳，跟丈夫在同一单位，生有女儿小莲蓬。
- 荀磊：今年22岁，国外培训回来后被分配在某重要部门当英语翻译。
- 荀兴旺：荀磊之父，老家河北博野，原是东郊一工厂老工人，头年退休后办了个体户执照，在后门桥摆摊修鞋。
- 路喜纯：今年26岁，父母早已双亡，在崇文门外花市附近的一家小饭馆工作的厨师，今天顶替何师傅去帮薛家操持婚宴。
- 澹台智珠：京剧女演员，生有儿子小竹、女儿小梅，最近排演新戏《卓文君》，薛大娘想要请她去迎亲。
- 李铠：澹台智珠的丈夫，最近与妻子有矛盾，嫉妒妻子与濮阳荪一起演感情戏。
- 张秀藻：在清华大学水利系上学的女生，今年20岁。
- 张奇林：张秀藻父亲，今年55岁，担任局长，最近单位要分房给他。
- 于咏芝：张秀藻妈妈，医生。
- 冯婉姝：荀磊的单位同事、女友，刚从北京外国语学院西班牙语系毕业。
- 詹丽颖：48岁的妇女，住在四合院里院的两间东屋里，哑嗓子、大嗓门，说话惊惊咋咋，是“令人厌烦的热心人”。
- 濮阳荪：与澹台智珠合演《卓文君》的小生演员，今年50多岁。
- 卢宝桑：29岁的光棍邋遢男，薛家亲戚。
- 郭杏儿：农村女子，养鹌鹑致富，父亲郭墩子生前与荀兴旺是好友，有一小她2岁的弟弟枣儿。
- “七姑”：送新娘的老太太。